# Maestro di Tahull
Maestro di Tahull (XII secolo – XII secolo) è stato un pittore spagnolo, considerato il miglior artista catalano dell'arte romanica.

## Biografia
Con la denominazione di Maestro di Tahull si indica l'artista spagnolo anonimo autore degli affreschi della chiesa di San Clemente di Tahull, nel comune di La Vall de Boí, consacrata nel 1123, contemporaneamente alla chiesa di Santa Maria, dove lavorò il Maestro di Maderuelo.
L'iconografia è quella tradizionale, costituita dal Cristo Pantocratore all'interno della mandorla, che simboleggia il mondo, l'epifania del potentissimo legislatore di Dio, che viene a giudicare il popolo, tra i simboli degli Evangelisti (l'angelo per Matteo, il leone per Marco, l'aquila per Giovanni, il toro per Luca) presentati da serafini, al di sopra della Vergine e di cinque apostoli e altre significative raffigurazioni, quali la Mano di Dio (Museo nazionale d'arte della Catalogna).
Considerando la capacità tecnica ed esecutiva dell'autore, i critici dell'arte ipotizzano che l'artista giunse a Tahull con un buon bagaglio di esperienza, provenendo forse dall'Italia, convocato da San Ramon, prelato di La Roda.
I canoni bizantini furono interpretati in modo molto originale, grazie ad una tecnica sviluppata: le forme ricevettero una struttura architettonica che dimensionò anche i personaggi, i loro atteggiamenti e la loro espressività, tramite una ingegnosa stilizzazione, che consente di afferrare anche i minimi particolari e di trasmettere un grande espressionismo e una grande energia delle figure.
Assieme a queste caratteristiche, il Maestro di Tahull aggiunse un cromatismo vivissimo e dai grandi contrasti, che spazia dall'azzurro e il verde chiaro fino ad un nero nitidissimo.
Da sottolineare il volto di Cristo in stile bizantino, caratterizzato dal gerarismo delle figure, dall'aspetto e il carattere ieratico, dalla simmetria e dalla concezione piatta della composizione.
La carriera del Maestro di Tahull proseguì lavorando all'abside della cattedrale di Roda de Isábena, in provincia di Huesca, dove rispettò l'iconografia di Tahull, raffigurando un Cristo Pantocratore assieme ai simboli degli Evangelisti e ai vescovi, oltre che lo Spirito Santo tra i santi Ambrogio e Agostino. Anche questi affreschi si trovano al Museo nazionale d'arte della Catalogna.

## Opere principali
- Affreschi della chiesa di San Clemente di Tahull
- Abside della cattedrale di Roda de Isábena